# Nimbus 2700

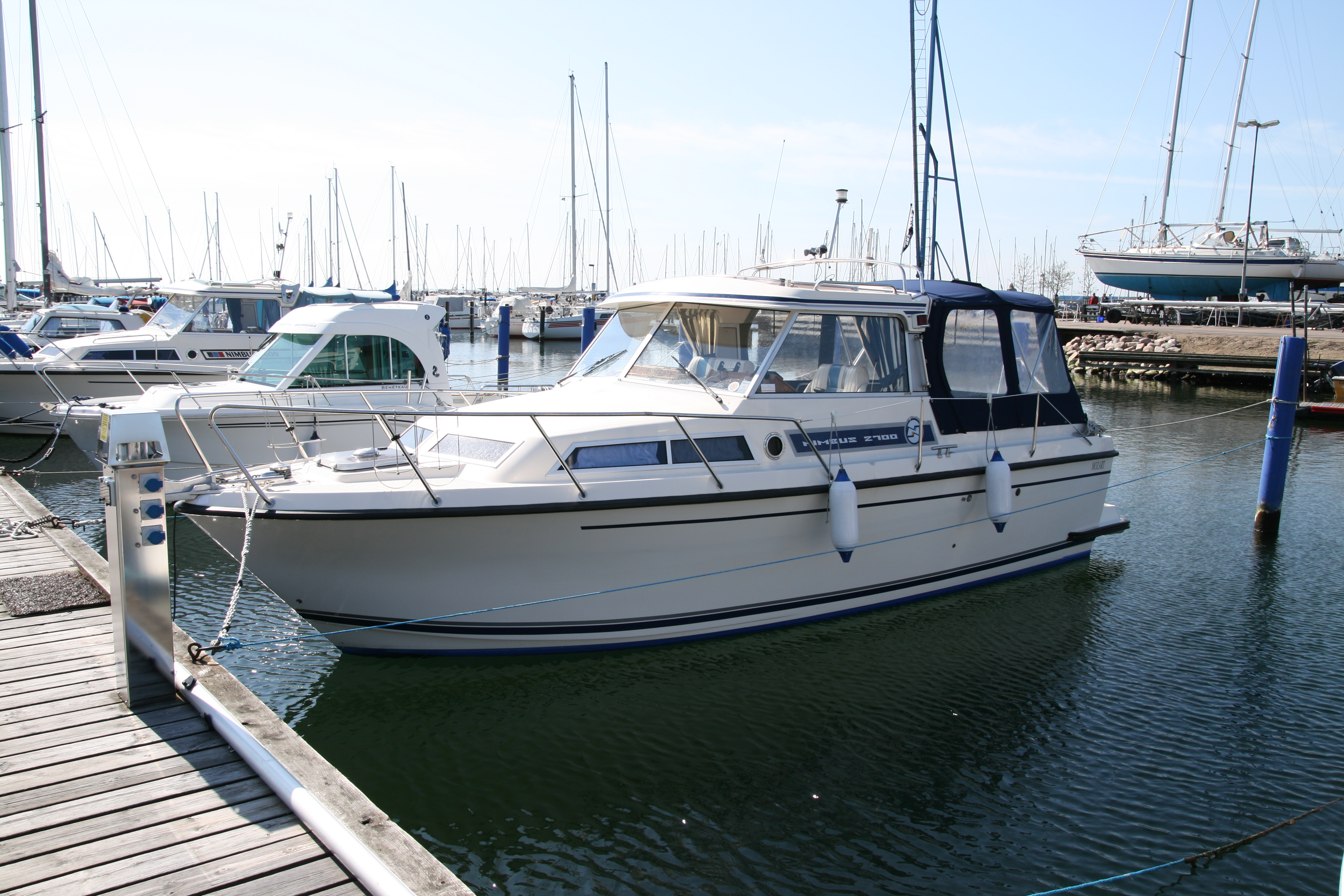
Nimbus 2700 i doghouseversionen.

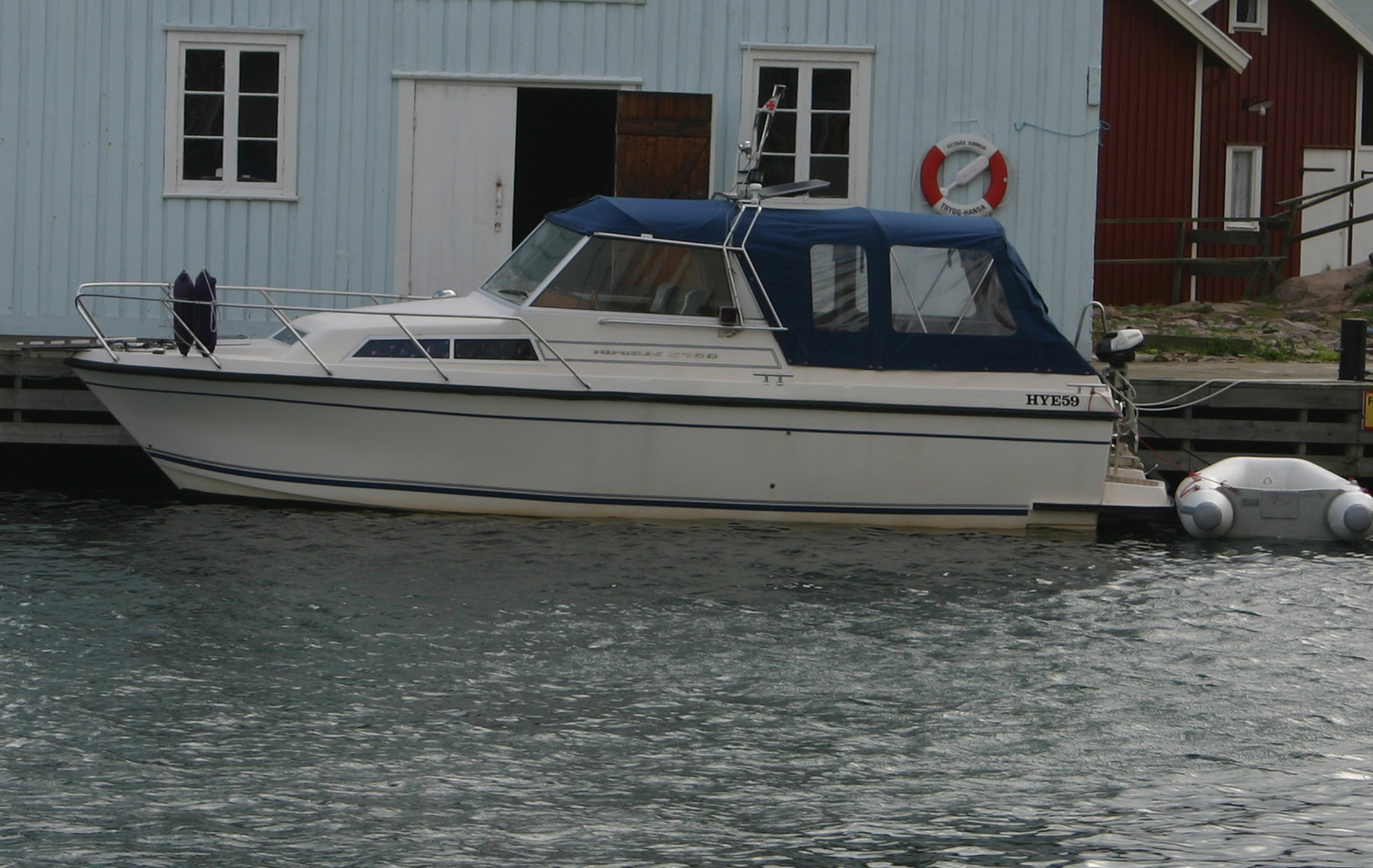
Nimbus 2700 i med kapelltak, Smögens hamn.

Nimbus 2700 är en motorbåt med måtten 8,20 × (27 fot) 2,85 meter och ett djupgående på 0,90 meter. Deplacement 2600 kg. Båten tillverkades 1984-1986 samtidigt med Nimbus 2600 (2600 tillverkades till 1990), men är en fot längre och saknar den akterruff som 2600 har (i gengäld är sittbrunnen större). Efterföljaren var Nimbus 27 Familia. Både 2600 och 2700 är vidareutvecklingar av Nimbus klassiska båt Nimbus 26.

## Motor
Vanligtvis utrustades båten med dieselmotor Volvo Penta Tmd 30 på 86 hk, eller Tamd 30 på 105 hk. Backslag och rak propelleraxel. Det är vanligt att motorn är utbytt mot Tamd 31 eller annan motor.

## Elsystem
12 volt. Startbatterier 2 × 75 Ah, förbrukarbatterier 2 × 75 Ah.

## Skrov
Halvplanande, med två kölpucklar. Rak propelleraxel, friliggande roder på hjärtstock, uppstagad av skädda med nedre styrlager. Raka skrovsidor. svag v-form akteröver, i fören är v-formen vassare. Motorn är monterad strax akter om midskepps och ger båten en bra balans. Båten har vanligtvis tre trimplan, två justerbara om styrbord och babord, samt ett fast monterat i mitten, det förekommer ibland även ett mindre trimplan monterat ovanpå rodret. Skrovet är känsligt för sidvind och viktfördelningen ombord, varför trimplanen måste användas aktivt.

## Däckshus
Låg förruff, svagt sluttande rufftak, doghouse eller vindruta med kapelltak. Stor rymlig sittbrunn. Rymligt fördäck med ankarbox. Förlucka på fördäck. Peke var tillval. Bad/räddningsbrygga monterad i aktern, med två förvaringsfack för ankare eller förtöjningsgods. Bred gummilist, avbärarlist, mellan skrov och däck. Däcket är halkskyddat. Räckverk, pulpit på fördäck, ibland även akterut, ledstänger på däckshuset. Mycket stora stuvutrymmen under sittbrunnen, för och akter om motorrummet. En del båtar utrustades som den på bilden ovan, med fast doghouse. Andra båtar fick istället vindruta med kapelltak. Några få av båtarna med doghousetak fick en mellanvägg monterad ut mot sittbrunnen. En mellanvägg som senare utvecklades för senare generationers nimbusbåtar.

## Komfort
Vanligtvis utrustades båtarna med gasolspis med ugn, elektriskt kylskåp, varmvattenberedare var tillval. Toalett med 50 liter hålltank. Dusch på badbryggan. Förruff med traditionell V-koj, kommod (garderob) på babordsidan och stickkoj akteröver, toalett på styrbordsida. Färskvatten, med elpump. Diskho, kylskåp och kökslådor placerade under förarplatsen otraditionellt på babordsidan, om styrbord finns spis och skafferi. Färskvattentank 108 liter. Bränsletank 200 liter, Septiktank 50 liter. Värmare var tillval, vanligtvis monterades värmare från Volvo Flygmotor eller Wallas.
Båten fungerar bra som familjebåt åt två vuxna och två barn/ungdomar.
Gångytor innanför skarndäcken är relativt breda, vissa båtar blev utrustade med mantåg. Alla gångytor på däck har halksyddsmönster. Båtar som har ankarspel på fördäck fick också en peke som underlättar vid iland- och ombordstigning. Bad- eller räddningsplattform (badbrygga) med bad- eller räddningsstege finns akterut. Knapar är adekvata i storlek.

## Navigation
Båten uppför sig mycket bra i krabb sjö, något slingrig i medsjö och medvind. Fartområde 3 till 20 knop. Bäst uppför sig båten i farter mellan 5 och 12 knop. Båten är stabil även i högre farter men bränsleekonomin liksom motorns ljudnivå blir båda mindre fördelaktiga i farter över 15 knop. Båten är halvplanande, och förskeppet lyfts över vattenytan ungefär vid 8 knop. Bogvågen är besvärande (för andra båtfarare) mellan 7 och 9 knop. Trimplan är en nödvändighet. Styrning med kabelstyrning Teleflex eller Morse.